# Liam Tancock
Liam Tancock, född den 7 maj 1985 i Exeter, är en brittisk simmare som tillhör världseliten i ryggsim.
Tancock genombrott i simning som senior kom 2005 då han blev bronsmedaljör på 50 meter ryggsim vid världsmästerskapen på långbana slagen endast av Greklands Aristeidis Grigoriadis och Australiens Matt Welsh. Senare samma år blev det även två bronsmedaljer på EM i kortbana på 50 meter ryggsim och 4 x 50 meter medley.
På samväldesspelen 2006 i Melbourne fick han revange på Welsh som han besegrade på 100 meter ryggsim då han vann sin första seniortitel. Han slutade även på andra plats på sprintdistansen 50 meter ryggsim.
Under VM 2007 på långbana blev det åter bronsmedaljer till britten. Denna gång brons både på 50 och 100 meter ryggsim.
Under 2008 tog han ytterligare ett steg framåt i karriären när han under kortbane VM 2008 tog fyra medaljer. Den stora bedriften var guldet på 100 meter ryggsim där han även noterade nytt Europarekord. På 50 meter ryggsim blev det en silvermedalj efter USA:s Peter Marshall. Dessutom blev Tancock silvermedaljör på 200 meter medley efter Ryan Lochte och bronsmedaljör på 100 meter medley.
Inför de brittiska OS-uttagningarna 2008 slog Tancock Thomas Ruppraths gamla världsrekord på 50 meter ryggsim på långbana när han simmade på 24,47. Ett rekord han förbättrade till 24,04 vid VM i Rom 2009.